# 濱田沃特
濱田沃特是一名美國電影製作人與執行製作人。他於2007年加入新線影業，並擔任恐怖片的執行製作人，例如《招魂》（2013年）、《安娜貝爾》（2014年）、《厲陰宅2》（2016年）、《鬼關燈》（2016年）和《牠》（2017年）。2018年1月，他被華納兄弟任命為DC影業總裁，負責DC電影的製作。2022年10月，濱田正式離開華納兄弟辦公室，由詹姆斯·岡恩接任DC電影宇宙監督職務。

## 職業生涯
濱田的職業生涯始於三星影業的助理，之後成為哥倫比亞影業的製作副總裁。2007年，他加入華納兄弟旗下的新線影業，並擔任了10年的執行製作人。他和戴夫·諾伊斯塔特（Dave Neustadter）一起監製新線影業的恐怖電影，包括《厲陰宅》系列和《牠》（2017年）。他還為環球影業的電影《四十七浪人》（2013年）共同編寫劇本，該片由基努·李維主演。
2018年1月，在《正義聯盟》的評論和商業表現不佳後，華納兄弟任命濱田為華納兄弟影業的DC電影製作總裁。他負責監製DC擴展宇宙（DCEU）和其他基於DC的電影製作。據《好萊塢報導》的報導，他在新線影業監製DC電影《沙贊！》（2019年）的工作給時任華納兄弟影業總裁兼内容長陶比·艾默李奇留下深刻的印象。2021年1月，他和DC影業簽訂了一份續約至2023年的合同。
前DCEU演員雷·費雪指責濱田「破壞了對據稱在《正義聯盟》重拍期間發生的不當行為之調查」，華納兄弟與負責調查人對這一說法表示異議。

## 影視作品
| 年份 | 標題           | 職務             |
| ---- | -------------- | ---------------- |
| 2002 | 《浪男隊》     | 製作人           |
| 2007 | 《Whisper》    | 製作人           |
| 2009 | 《黑色星期五》 | 執行製作人       |
| 2009 | 《》           | 執行製作人       |
| 2010 | 《》           | 執行製作人       |
| 2011 | 《》           | 執行製作人       |
| 2013 | 《》           | 執行製作人       |
| 2013 | 《招魂》       | 執行製作人       |
| 2013 | 《四十七浪人》 | 編劇、執行製作人 |
| 2014 | 《》           | 執行製作人       |
| 2014 | 《安娜貝爾》   | 執行製作人       |
| 2015 | 《》           | 執行製作人       |
| 2016 | 《厲陰宅2》    | 執行製作人       |
| 2016 | 《鬼關燈》     | 執行製作人       |
| 2016 | 《Within》     | 執行製作人       |
| 2016 | 《門外殺機》   | 執行製作人       |
| 2017 | 《》           | 執行製作人       |
| 2017 | 《牠》         | 執行製作人       |
| 2018 | 《》           | 執行製作人       |
| 2018 | 《》           | 執行製作人       |
| 2018 | 《水行俠》     | 執行製作人       |
| 2019 | 《沙贊！》     | 執行製作人       |
| 2019 | 《》           | 執行製作人       |
| 2019 | 《》           | 執行製作人       |
| 2020 | 《》           | 執行製作人       |
| 2020 | 《》           | 執行製作人       |
| 2021 | 《》           | 執行製作人       |
| 2022 | 《》           | 執行製作人       |
| 2022 | 《黑亞當》     | 執行製作人       |
| 2022 | 《沙贊！2》    | 執行製作人       |
| 2022 | 《蝙蝠女孩》   | 執行製作人       |
| 2023 | 《水行俠2》    | 執行製作人       |
| 2023 | 《閃電俠》     | 執行製作人       |

## 外部連結
- 濱田沃特 （页面存档备份，存于）在華納兄弟官方網站上的資料
- 濱田沃特在互联网电影资料库（IMDb）上的資料（英文）